# Third Party (DJs)
Third Party (estilizado Third ≡ Party) es un dúo de DJs británicos de Essex, Londres formado por Jonnie Macaire y Harry Bass que destacan en el género de progressive house. Son más conocidos por sus sencillos "Everyday Of My Life" y la colaboración "Lions in the Wild" con el DJ neerlandés Martin Garrix. Empezaron su carrera musical como productores lanzando sencillos y remixes.

## Carrera
El dúo se conoció en la escuela y vía su mutuo interés en la producción de música, formaron Third Party. Continuaron con su aprendizaje musical en una universidad técnica de música por un año, financiándolo ellos mismos con trabajos a media jornada. Ellos más tarde actuarían como DJs en clubes locales de Londres mientras continuaban produciendo en el estudio.
En 2012, Third Party lanzó tres sencillos – "Lights" con Steve Angello, "Feel" con Cicada y "Thank You". En 2014, lanzaron "Everyday of My Life" como un sencillo.

## Release Records

Third Party, Tomorrowland 2023

Fundaron en 2015 Release Records, su propio sello discográfico, en sociedad con Armada El sencillo de Third Party Alive fue el primer lanzamiento del sello. El 27 de mayo de 2016, lanzaron Lions in the Wild con Martin Garrix. A Finales del 2016 lanzó Live Forever por Release Records en diciembre. Su álbum debut de estudio Hope, contiene las canciones creadas antes del Álbum, como Veins y Have No Fear. Presenta once canciones y se lanzó el 24 de febrero de 2017. Empezaron a trabajar en el álbum a finales de 2015. Son DJs residentes en el club Ministry of Sound.
En 2018 lanzaron nuevas canciones como Free y Midnigth, luego a finales de ese año, crearon más canciones como Come With Me y Remember. Desde 2019, crearan su segundo álbum llamado Together. Antes del álbum lanzaron Falling con el productor de Trance First State. Together, contiene 9 canciones desde que lanzaron el segundo álbum.

## Discografía

### Extended Plays
| Título | Detalles                                                                                                  |
| ------ | --- |
| Nation | - Lanzado: 29 de septiembre de 2015. - Sello discográfico: Size Records. - Formato: Descarga digital, CD. |

### Álbumes
| Título   | Detalles |
| -------- | --- |
| Hope     | - Lanzado: 24 de febrero de 2017 - Sello discográfico: Armada Music, Release Records. - Formato: Descarga digital, CD. |
| Together | - Lanzado: 15 de marzo de 2019 - Sello discográfico: Armada Music, Release Records. - Formato: Descarga Digital, CD.   |

### Sencillos
| Título                                                                                 | Año  | Posiciones más altas en las listas | Álbum       |  |
| Título                                                                                 | Año  | FRA                                | Álbum       |  |
| -------------------------------------------------------------------------------------- | ---- | ---------------------------------- | ----------- |  |
| "Release"                                                                              | 2010 | —                                  | N/A         |  |
| "Lights"(con Steve Angello)                                                            | 2012 | —                                  | Until Now   |  |
| "Everyday of My Life"                                                                  | 2014 | —                                  | N/A         |  |
| "Collide" (featuring Daniel Gitlund)                                                   | 2014 | —                                  | N/A         |  |
| "Alive"                                                                                | 2015 | —                                  | N/A         |  |
| "Arrival"                                                                              | 2015 | —                                  | Hope        |  |
| "Nation (Rise Again)"(featuring Daniel Gitlund)                                        | 2015 | —                                  | Nation - EP |  |
| "Waiting"                                                                              | 2015 | —                                  | Hope        |  |
| "Real Sound"(con Sentinel)                                                             | 2016 | —                                  | N/A         |  |
| "Lions in the Wild" (con Martin Garrix)                                                | 2016 | 125                                | Hope        |  |
| "Never Let You Go"(con Sem Vox)                                                        | 2016 | —                                  | N/A         |  |
| "Life Forever"                                                                         | 2016 | —                                  | Hope        |  |
| "Start It"(con Sentinel)                                                               | 2016 | —                                  | N/A         |  |
| "Veins"                                                                                | 2017 | —                                  | Hope        |  |
| "Have No Fear"                                                                         | 2017 | —                                  | Hope        |  |
| "Like This"(con Pete K y Cory Lasser)                                                  | 2017 | —                                  | N/A         |  |
| "Free"                                                                                 | 2018 | —                                  | Together    |  |
| "Midnight"                                                                             | 2018 | —                                  | Together    |  |
| "Come With Me"                                                                         | 2018 | —                                  | Together    |  |
| "Remember"                                                                             | 2018 | —                                  | Together    |  |
| "Falling"(con First State feat. Anita Kelsey) (featuring First State and Anita Kelsey) | 2019 | —                                  | Together    |  |
| "Take Me Away"                                                                         | 2020 | —                                  | N/A         |  |
| "We Found Love" (con GVN feat. Errol Reid)                                             | 2020 | —                                  | N/A         |  |

### Remixes
2011
- Emeli Sande featuring Naughty Boy – "Daddy" (Third Party Remix)[42]
- Tiesto – "What Can We Do" (A Deeper Love) (Third Party Remix)[43]

2012
- Sultan + Ned Shepard y Thomas Sagstad featuring Dirty Vegas – "Somebody to Love" (Third Party Remix)[44][45]
- Wynter Gordon – "Still Getting Younger" (Third Party Remix)[46]

2013
- Red Hot Chili Peppers – "Otherside" (Third Party Remix)[47][48][49]

2014
- Sigma (DJs) – "Nobody To Love" (Third Party Remix)[50]

- Kygo featuring Conrad Sewell – "Firestone" (Third Party Private Remix)[51]

2016
- Corey James y Will K – "Another Storm" (Third Party Unlocked Mix)[52]

2017
- Third Party– "Everyday of My Life" (VIP Mix)[53]

2020
- Armin van Buuren feat. Cimo Fränkel - All Comes Down (Third Party Remix)[54]